# Небольшой драматический театр
Театр-студия «Небольшо́й драмати́ческий теа́тр» — российский профессиональный государственный (с 2009 года) драматический театр, созданный Львом Эренбургом в городе Санкт-Петербурге. Официально театр зарегистрирован 1 сентября 1999 года.
Полное наименование — Санкт-Петербургское Государственное бюджетное учреждение культуры «Театр-студия «Небольшой драматический театр».
Сокращённое наименование — СПб ГБУК «Театр-студия «НДТ».
Директор — М.В. Долматова.

## О театре
Небольшой драматический театр был создан в 1999 году на базе выпускного актёрско-режиссёрского курса Царскосельского филиала Санкт-Петербургской государственной академии театрального искусства «Интерстудио». С момента основания и по сегодняшний день художественным руководителем НДТ является Лев Эренбург.
За время своего существования НДТ участвовал в многочисленных национальных и международных театральных фестивалях и стал лауреатом различных театральных премий, среди которых — номинация на высшую национальную театральную премию «Золотая маска» (спектакль «На дне», 2006 год). В Санкт-Петербурге Небольшой драматический театр не имеет своей площадки.

«Лев Эренбург последовательно строит свой театр как театр экстремальных обстоятельств, стрессовых состояний, „облучённых“ персонажей. В эпоху „убойной силы“ и „последних героев“, процветающих вечерами на целлулоидном острове телевизионного рая, он выбирает для сцены — „слабое звено“. Его интересует человек в пограничной ситуации, „на грани“: жизни и смерти, яви и сна, психической нормы и сумасшествия, последнего отчаяния и нечаянного счастья».

Критик Алексей Гусев возводит эстетический метод НДТ не только к традициям русского психологического театра, но и к наследию театра натуралистического, в частности, Андре Антуана («Лев Эренбург — его наследник по прямой. Насколько мне известно, единственный. В России — точно. Кажется, в мире тоже.»). В числе примет поэтики НДТ он отмечает «сверхтщательную разработку действия, годами идущие репетиции, натурализм деталей и образов, приоритет ежесекундной подробности над общей конструкцией и ритмом, диагностический подход к мотивировкам и реакциям персонажей, наконец, размывание текста тотальной режиссурой».

## Режиссёр
Основная статья Эренбург, Лев Борисович
Художественный руководитель НДТ Лев Борисович Эренбург. Сотрудничал с московской «Студией под руководством Евгения Арье» (в дальнейшем — театр «Гешер»); с Финским театром драмы (Петрозаводск, Карелия), где специально для этого театра выпустил актерско-режиссерский курс (1992). С 1994 года преподавал в СПГАТИ (филиал «Интерстудио»), где в 1999 году выпустил курс, на основе которого был создан «Небольшой драматический театр». В 2009 году «Небольшой драматический театр» получил статус государственного.

## Труппа
- Альбанова Ольга
- Бодренков Андрей
- Карпов Евгений
- Колганова Татьяна
- Кукуй Екатерина
- Малышева Нина
- Рябоконь Татьяна
- Семёнова Мария
- Сёмин Кирилл
- Сквирский Вадим
- Тараканов Михаил
- Тиунов Илья
- Тран Вера
- Уманов Сергей
- Филиппова Хельга
- Честнов Дмитрий
- Шельпякова Анна
- Шигапов Даниил

## Репертуар
- 2025 — «Лада, или Радость»
- 2024 — «Мнимый больной»
- 2023 — «Морфий»
- 2022 — «Магазин»
- 2022 — «Миф о Светлане»
- 2021 — «Господа проклятые»
- 2020 — «Иранская проблема» (спектакль в архиве)
- 2019 — «Король Лир»
- 2018 — «НДТ, ЁПэРэСэТэ!»
- 2017 — «Вишнёвый сад»
- 2017 — «История доктора Дулиттла»
- 2017 — «36 драматических ситуаций» (спектакль в архиве)
- 2016 — «Братья Карамазовы»
- 2016 — «Дульсинея»
- 2015 — «Вальс победы» (спектакль в архиве)
- 2014 — «Валентинов день» (спектакль в архиве)
- 2014 — «Волшебник страны Оз»
- 2013 — «Ю»
- 2012 — «Преступление и наказание»
- 2010 — «Три сестры»
- 2007 — «Ивановъ» (спектакль в архиве)
- 2004 — «На дне»
- 2001 — «Оркестр»
- 1999 — «В Мадрид, в Мадрид!»